# Justin Schuhl
Pour les articles homonymes, voir Schuhl.
 (avril 2025).
Motif : Une fois écartés les sites de généalogie et les blogs il ne reste guère de trace de source secondaire de qualité centrée pour cet aumônier lambda.
- Archive Wikiwix
- Bing
- Cairn
- DuckDuckGo
- E. Universalis
- Gallica
- Google
- G. Books
- G. News
- G. Scholar
- Persée
- Qwant
- (zh) Baidu
- (ru) Yandex
- (wd) trouver des œuvres sur Wikidata

| 1. | Préciser le motif de la pose du bandeau. | Précisez le motif de la pose du bandeau en utilisant la syntaxe suivante : {{admissibilité à vérifier\|date=avril 2025\|motif=remplacez ce texte par le motif}}                    |
| 2. | Informer les utilisateurs concernés.     | Pensez à avertir le créateur de l'article, par exemple, en insérant le code ci-dessous sur sa page de discussion : {{subst:avertissement admissibilité à vérifier\|Justin Schuhl}} |

Justin Schuhl est un rabbin, instituteur et aumônier français, né le 1er novembre 1870 à Westhouse et mort le 12 août 1965 à Strasbourg. Il est le frère du grand-rabbin Moïse Schuhl,.

## Biographie
Il est rabbin et instituteur à l'école de l'Alliance Israélite Universelle de 1901 à 1903, à Alger.
De 1903 à 1908, il fut rabbin de Vesoul, grâce notamment à l'influence de son frère qui occupa le poste jadis. Il rencontra pendant son mandat à Vesoul, Camille Samuel, la fille du président de la commission administrative et tante du résistant Raymond Aubrac. En 1914, il devient aumônier militaire.
Justin Schuhl est nommé chevalier de la Légion d'honneur en 1920, puis officier de la Légion d'honneur en 1950.